# Sunday (песня Hurts)
Sunday — четвёртый сингл британского дуэта Hurts с дебютного альбома группы «Happiness».

## Видеоклип
После их первой совместной работы над дебютным синглом Better Than Love в прошлом году, Hurts ещё раз встретились с режиссёром W.I.Z. для видео Sunday — и вышли с мелодрамой, не похожей ни на какую другую.
Переход от классического европейского артхауса к фетишистскому фэнтезийному миру, яркому, эффектному, вызывающему — проще говоря, это видео, которое мог бы сделать только W.I.Z.
Красиво заснятый Дэвидом Джонсоном, он был снят в Румынии — второй дом для W.I.Z., когда дело касается съемки. И это режиссёрская версия, с контрастирующими параллельными сценариями в мрачном черно-белом и супер-насыщенном цвете. Абсолютная красота.
Официальная же версия клипа, в отличие от режиссёрской, полностью цветная.
Если первый клип на песню Better Than Love имел андрогинный характер, то на этот раз главную роль играет искушение Орфея в преисподней.
Вот что сказал о съемках солист Тео Хатчкрафт: «Мы сняли его в Румынии. Мы, похоже, снимаем все наши видео за рубежом. Приятно отправиться куда-нибудь снимать видео, потому что несколько дней вы живете в совершенно другом мире. Мы идем в экзотическое, красивое место, размышляем о теме, которую не поймет никто, кроме нас, и окружаем себя женщинами, так что люди не будут спрашивать о чем это!»
Так же в клипе присутствует много российской символики, что вызывает ещё больше вопросов.
Съемки заняли более 16 часов и не были лишены приключений. В связи с крайне неблагоприятными погодными условиями в Лондоне костюмы для этого видео, которые стоят половину бюджета этой съемки, не были доставлены на съемочную площадку в Румынии. Положение спасла стилист Maria Miu, которая сразу же что-то сымпровизировала для команды.
Дата съемок: 17 декабря 2010
Релиз клипа: 20 февраля 2011
- Артист (Artist): Hurts
- Название (Title): Sunday (Sony Music)
- Режиссёр (Director): W.I.Z.
- Продюсер (Producer): Scott O’Donnell
- Выпускающая компания (Production Company): Factory Films
- Обслуживающая компания (Service Company): Domino Productions, Bucharest
- Оператор (DoP): David Johnson
- Редактор (Editor): Julia Knight at Trim
- Костюмер (Costume Designer): Hannah Bhuiya
- Стилист (Stylist): Maria Miu
- (Colourist): Aubrey @ The Mill
- (Flame): Matt Wilmhurst, Gareth Brannan, John Price @ The Mill
- Первый помощник режиссёра (1st AD): Ovidiu Paunescu
- Художник-постановщик (Art Director): Mihaela Ularu
- Смотреть: на сайте выпускающей компании[3][4]

## Список композиций
- CD Single[5]

1. „Sunday“
2. „Live Like Horses“

- 7» vinyl[5]

1. «Sunday»
2. «Sunday» (Seamus Haji Remix)

- Digital Bundle[5]

1. «Sunday»
2. «Sunday» (Seamus Haji Remix)
3. «Sunday» (Midland Remix)
4. «Sunday» (Tom Flynn Remix)
5. «Sunday» (Glam As You Radio Mix)

## Коллектив
- Hurts — слова, музыка, инструменты, программирование, продюсирование
- Jonas Quant — инструменты, программирование, продюсирование
- Stephen Kozmeniuk — дополнительная гитара, звукорежиссирование

## Чарты и статус сингла

### Чарты
| Чарт (2011)    | Лучшая Позиция |
| -------------- | -------------- |
| Великобритания | 57             |
| Латвия         | 32             |